# Canadá en huelga
«Canada on Strike» (en España y en Hispanoamérica «Canadá en huelga») es el cuarto episodio de la 12.ª temporada de South Park. Su primer estreno en Hispanoamérica fue el 23 de marzo de 2009. En el episodio, Canadá, debido a la falta de respeto que hay en el resto del mundo, comienzan una huelga general exigiendo dinero, estimulando a los chicos para que recauden el dinero mediante la creación de un vídeo viral subido a YouTube.

## Trama
El episodio inicia en la Primaria de South Park, donde el Sr. Mackey informa a los estudiantes que es el día de apreciación a Canadá. Reproduce un video en donde Steven Abootman, Presidente del Bureau Mundial Canadiense, le pide a los estudiantes que recuerden todas las contribuciones mundiales de Canadá. Los estudiantes, liderados por Cartman y Craig, responden con burlas. En Canadá, donde el presidente advierte la burla mundial en el día de Apreciación a Canadá, resuelve que todo el país entre en huelga, y los canadienses dejan todo y hacen un número musical.
Abootman y sus asistentes aparecen antes en una asamblea de líderes mundiales anunciando su huelga. Los delegados de los otros países están confundidos sobre qué exactamente quiere Canadá. Abootman responde que quieren "más dinero", y cuando les preguntaron de dónde podrían conseguirlo, responde que "La internet hace mucho dinero, Denos de ese dinero!". Cuando los otros delegados intentan explicarles que no pueden darles dinero a Canadá, Abootman se va advirtiendo que la huelga continúa.
Mientras tanto, Kyle mira a su hermano Ike que está fuera de la casa, apoyando la huelga. Kyle ignora a los otros chicos y se preocupa por su hermano, pues ellos están tan ocupados viendo Terrance y Phillip para importarles. Viendo que todos los episodios de Terrance y Phillip se están repitiendo, intentan llamar a Steven Abootman para que termine la guerra. Cuando están en el teléfono, Kyle acepta que Canadá merece más dinero, pero no tienen de dónde darles.
En un plan para conseguir algo del "Dinero de la Internet", Los chicos publican un video en YouToob de Butters cantando "Qué Qué en el Cu?" de Samwell y se vuelve famoso rápidamente, pero para poder reclamar el dinero en el "Departamento del dinero de la Internet de Colorado", los chicos deben esperar en fila con otras sensaciones de YouTube, como el bebé Risueño, El topo con la mirada dramática, "Lluvia de Chocolate", Chris "Dejen a Britney en paz" Crocker, el tipo Tron, "El de la Guerra de las Galaxias", y Numa Numa. Para ver quién es más famoso, las otras celebridades de YouTube se matan entre ellos, donde los chicos quedan primeros en la fila ganando 10 millones de "Dólares Teóricos".
Aún en la huelga, muchos canadienses se están muriendo de la deshidratación. Un reporte en las noticias que Norteamérica trajo a los Daneses para reemplazar a los Canadienses, cosa que Terrance y Phillip protestaron, pero Abootman quiere continuar la huelga "Aunque todos mueran". Los chicos le dan los dólares teóricos, pero los rechaza, pues Abootman no parará la huelga hasta que sienta que gane algo, Kyle convence a los líderes mundiales de darle a Canadá un premio de consolación, el cual consiste en chicle y cupones de McDonalds. La huelga termina y los chicos se van a casa.
Abootman intenta actuar como si fuese una victoria para Canadá, pero Terrance y Phillip se dan cuenta de que los $3.000 que costaron los chicles y los cupones eran poco comparados a los $10.4 millones perdidos por la huelga. Abootman y sus asistentes son echados en un bloque de hielo.

## Tema
El episodio fue una crítica de la huelga de guionistas en Hollywood de 2007-2008, Brad Trechak de TV Squad mencionó que «Trey Parker y Matt Stone no son miembros de ninguna unión, y negociaron sobre lo de la Internet antes de que tocaran el tema de la Huelga. También mencionó su consistente disgusto con el élite creativo de Hollywood (incluyendo Actores y escritores) y su punto de vista diferente de los medios populares». Travis Fickett, de IGN dijo que «era inevitable que South Park no tocara el tema de la huelga de escritores, y así lo hicieron, pero con Canadá».